# Positionsljus

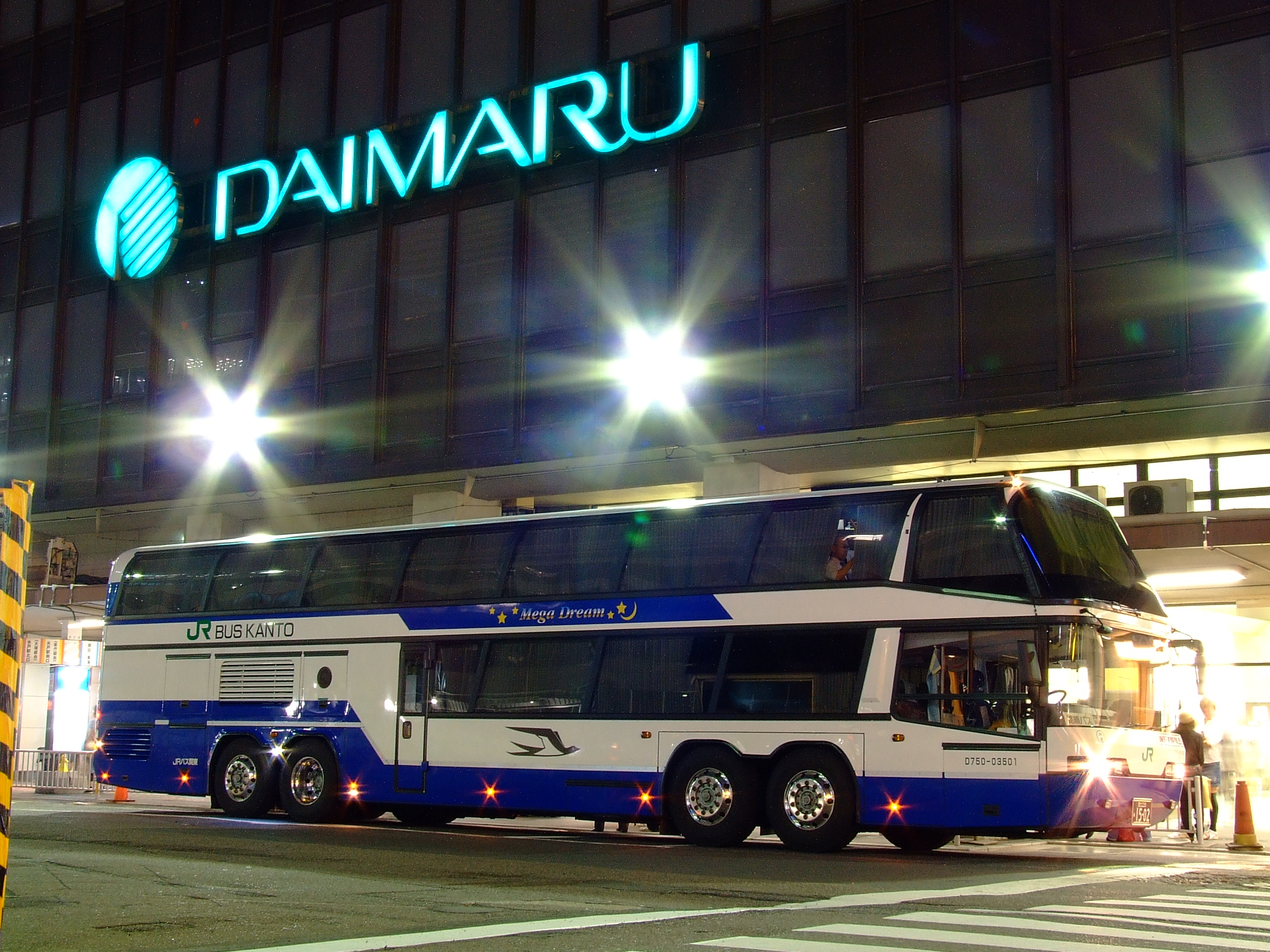
Buss med orange positionsljus längs hela långsidan.

Positionsljus är på ett fordon anbringade lampor, som har till syfte att uppmärksamma andra trafikanter på fordonets utsträckning. Positionsljus kan även syfta på lampor uppsatta på olika typer av byggnader, t.ex. torn eller master, som varnar flygtrafik i närområdet. 